# Mejor Defensor de la NBA G League

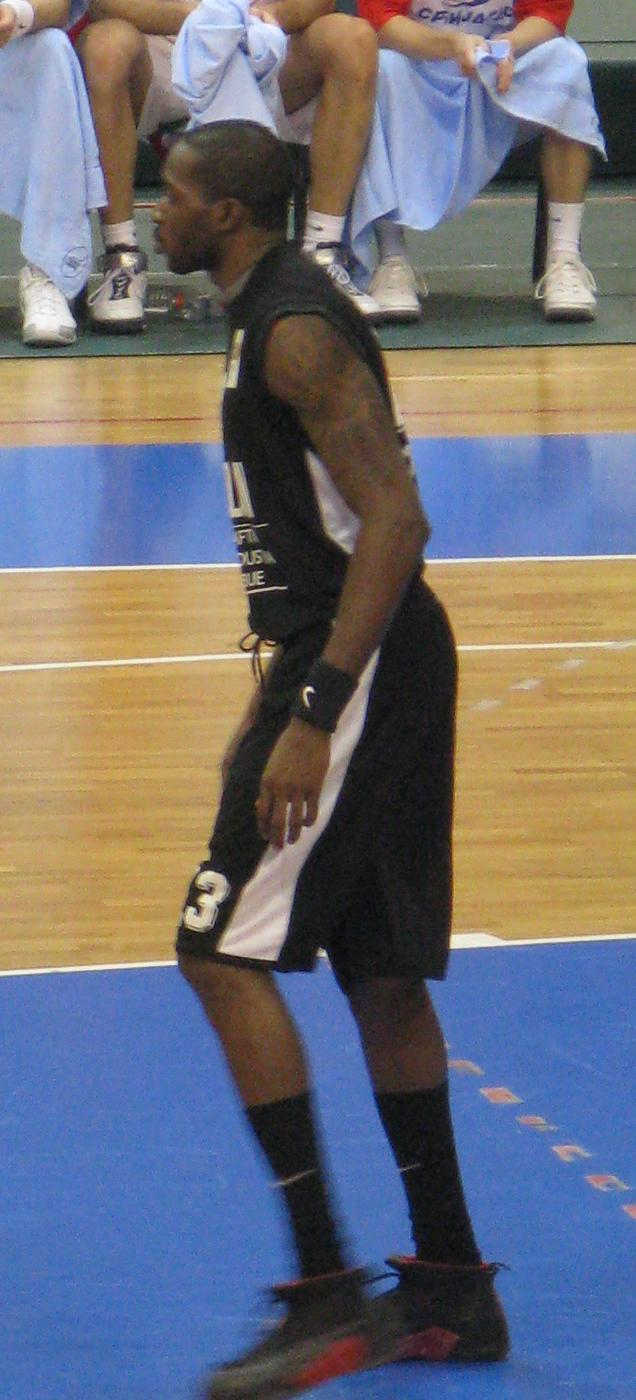
Stephane Lasme compartió el primer premio en 2008.

El premio al Mejor Defensor de la NBA G League (NBA G League Defensive Player of the Year Award) es un galardón anual otorgado por la NBA al mejor jugador defensivo de la temporada regular de la NBA Development League. Se comenzó a entregar en la temporada inaugural de la liga, la 2001–02. Derrick Zimmerman, Stefhon Hannah y DeAndre Liggins han repetido galardón.

## Ganadores
| Temporada | Nacionalidad   | Jugador                | Equipo                | Ref.   |
| --------- | -------------- | ---------------------- | --------------------- | ------ |
| 2001–02   | Estados Unidos | Jeff Myers             | Greenville Groove     | [ 1 ]  |
| 2002–03   | Estados Unidos | Mikki Moore            | Roanoke Dazzle        | [ 2 ]  |
| 2003–04   | Estados Unidos | Karim Shabazz          | Charleston Lowgators  |        |
| 2004–05   | Estados Unidos | Derrick Zimmerman (1)  | Columbus Riverdragons | [ 3 ]  |
| 2005–06   | Estados Unidos | Derrick Zimmerman (2)  | Austin Toros          |        |
| 2006–07   | Estados Unidos | Renaldo Major          | Dakota Wizards        | [ 4 ]  |
| 2007–08   | Senegal        | Mouhamed Sene          | Idaho Stampede        | [ 5 ]  |
| 2007–08   | Gabón          | Stephane Lasme         | Los Angeles D-Fenders | [ 5 ]  |
| 2008–09   | Estados Unidos | Brent Petway           | Idaho Stampede        | [ 6 ]  |
| 2009–10   | Estados Unidos | Greg Stiemsma          | Sioux Falls Skyforce  | [ 7 ]  |
| 2010–11   | Estados Unidos | Chris Johnson          | Sioux Falls Skyforce  | [ 8 ]  |
| 2011–12   | Estados Unidos | Stefhon Hannah (1)     | Dakota Wizards        | [ 9 ]  |
| 2012–13   | Estados Unidos | Stefhon Hannah (2)     | Santa Cruz Warriors   | [ 10 ] |
| 2013–14   | Estados Unidos | DeAndre Liggins (1)    | Sioux Falls Skyforce  |        |
| 2014–15   | Estados Unidos | Aaron Craft            | Santa Cruz Warriors   |        |
| 2015–16   | Estados Unidos | DeAndre Liggins (2)    | Sioux Falls Skyforce  |        |
| 2016–17   | Cabo Verde     | Edy Tavares            | Raptors 905           | [ 11 ] |
| 2017–18   | Camerún        | Landry Nnoko           | Grand Rapids Drive    | [ 12 ] |
| 2018–19   | Canadá         | Chris Boucher          | Raptors 905           | [ 13 ] |
| 2019–20   | Chad           | Christ Koumadje        | Delaware Blue Coats   | [ 14 ] |
| 2020–21   | Estados Unidos | Gary Payton II         | Raptors 905           | [ 15 ] |
| 2021–22   | Estados Unidos | Shaquille Harrison (1) | Delaware Blue Coats   | [ 16 ] |
| 2022–23   | Estados Unidos | James Huff             | Capital City Go-Go    | [ 17 ] |
| 2023–24   | Estados Unidos | Shaquille Harrison (2) | South Bay Lakers      | [ 18 ] |
| 2024–25   | Estados Unidos | Braxton Key            | Santa Cruz Warriors   | [ 19 ] |